# Eugenio Guañabens Perelló
Eugenio Guañabens Perelló (Barcelona, 1 de enero de 1926), es militar argentino que alcanzó el rango de general de división durante el Proceso de Reorganización Nacional.

## Biografía
Eugenio Guañabens Perelló nació en Barcelona, España el 1 de enero de 1926. Es hijo de Ismael Guañabens y de Catalina Perelló.

### Carrera militar
El coronel Guañabens Perelló fue director de la Escuela de Servicios para Apoyo de Combate «General Lemos» (ESPAC) en 1976.
Hacia 1980, Guañabens Perelló asumió como comandante de la VII Brigada de Infantería con asiento en Corrientes. Como tal era el jefe de la Subzona 23.
Guañabens Perelló ascendió a general de división y fue comandante del III Cuerpo de Ejército en 1982. Como tal, no tomó parte en la guerra de las Malvinas a tal punto que ni siquiera tuvo antecedente de la ocupación, al igual que los otros comandantes de cuerpo exceptuando a Osvaldo Jorge García.
Tras la caída del dictador Leopoldo Fortunato Galtieri en junio de 1982, Guañabens Perelló asistió a la reunión de altos mandos que decidió la elección del nuevo presidente de facto.
En abril de 2010 el Tribunal Oral Federal 1 de San Martín condenó a Guañabens Perelló a 17 años de prisión por la comisión de delitos de lesa humanidad.
En 2016 y en el Juicio Plan Cóndor el Tribunal Oral en lo Criminal Federal N.º 1 de la Capital sentenció a Guañabens Perelló a 13 años de prisión e inhabilitación especial para ejercer cargos públicos por el doble de tiempo de la condena y accesorias legales.